# Institut pro studium války
Institut pro studium války (anglicky Institute for the Study of War) je americká nezisková organizace sídlící ve Washingtonu, která se zabývá výzkumem v oblasti válek a mezinárodních vztahů. Byl založen v roce 2007 historičkou Kimberly Kaganovou, která jej také vede, a je od počátku financován především americkými společnostmi z oblasti vojenského průmyslu (například společnosti Raytheon Technologies a General Dynamics).
Publikoval analýzy ohledně války v Iráku, války v Afghánistánu, občanské války v Sýrii a rusko-ukrajinské války. Na denní bázi monitoruje též další násilné události ve světě, mj. protesty v Íránu, které následovaly po smrti Mahsá Amíníové, či válku v Gaze.
V České republice se dostal institut do širšího povědomí od roku 2022 v souvislosti s tím, že publikuje denní hodnocení ruské invaze na Ukrajinu. Těchto analýz využívají významná média, např.
Česká televize, Český rozhlas, ČTK, Novinky.cz nebo Seznam Zprávy.